# Fausto Gaibor García
 Fausto Feliciano Gaibor García (Guaranda, Provincia de Bolívar, 24 de enero de 1952- Tulcán, Provincia de Carchi, 4 de junio del 2021), fue un sacerdote y IV Obispo de Tulcán desde el 3 de mayo del 2011, hasta su fallecimiento en el 2021.

## Biografía
Nació en la ciudad de Guaranda, capital de la Provincia de Bolívar.

### Estudios realizados
Realizó los estudios primarios en la escuela “La Dolorosa” de San Simón, dirigida por las hermanas Lauritas, los secundarios en el Seminario Menor “San Francisco Javier” y en el Seminario Menor “San Patricio”, luego en el colegio “Verbo Divino” de Guaranda.
Terminado el bachillerato, ingresó al Seminario Mayor “San José” de Quito; continúo sus estudios académicos de Filosofía y Teología en la Pontificia Universidad Católica de Quito.
En 1984, se trasladó a Roma como alumno del Colegio Pío Latinoamericano. Realizó los estudios en la Pontificia Universidad Gregoriana y obtuvo la licenciatura en Teología Dogmática.

### Ordenación Sacerdotal
El 24 de enero de 1981 fue ordenado sacerdote en la Diócesis de Guaranda.

#### Cargos desempeñados
Tuvo a cargo los siguientes: 
- 1981: Vicario parroquial de “Santa Rita de Chillanes”, Primer Párroco de San José del Tambo.

- 1986-2003: Párroco de San Vicente Ferrer, en Guaranda por 17 años, responsable de la pastoral juvenil de la Diócesis de Guaranda, gerente de la radio diocesana “Surcos”.

- 1985-2006: Canciller de la Diócesis de Guaranda, Capellán del Hospital Alfredo Noboa, miembro del Consejo Económico, Presbiteral y de Consultores; director del Centro Asociado del Instituto de Teología a Distancia de la Universidad de Comillas (Madrid-España), Coordinador de algunas áreas de pastoral.

- 2003-2006: Párroco de la Iglesia Catedral de Guaranda.

### Ordenación Episcopal

#### Obispo Auxiliar de Riobamba
El 31 de octubre de 2006 fue nombrado obispo titular de Naraggara y auxiliar de la Diócesis de Riobamba y recibió el ordenamiento episcopal el 2 de diciembre de ese año.

#### Cargos desempeñados como Obispo
- Desde 2006: Obispo Auxiliar de la Diócesis de Riobamba, Vicario General de la Diócesis de Riobamba, Miembro de la Comisión de Pastoral Social de la Conferencia Episcopal Ecuatoriana.

- Oficina de Prensa de la Conferencia Episcopal Ecuatoriana

#### Obispo de Tulcán
Fue nombrado como el IV Obispo de Tulcán el 3 de mayo del 2011, por el papa Benedicto XVI.

## Muerte
Falleció el 4 de junio del 2021, tras tener complicaciones producto de las afecciones que padecia, luego de haber superado el COVID-19.